# Юреказ
Юреказ или Юрекез (на гръцки: Γιουρέκας, Юрекас) е обезлюдено село в Република Гърция, разположено на територията на дем Драма, област Източна Македония и Тракия.

## География
Юреказ се намира между селата Калчово, Дерекьой, Рашово, Пулово и Вердженица. То е разположено на склоновете на Родопите и попада в областта Чеч.

## История
В XIX век Юреказ е мюсюлманско село в Неврокопска каза на Османската империя. В „Етнография на вилаетите Адрианопол, Монастир и Салоника“, издадена в Константинопол в 1878 година и отразяваща статистиката на населението от 1873 година, Юрекез (Urékëz) е посочено като село с 40 домакинства и 110 жители-мъже помаци. Според Стефан Веркович към края на XIX век Юреказ има помашко мъжко население 150 души, което живее в 40 къщи.